# Бокель (Куксхафен)
Бокель (нем. Bokel, н.-нем. Bokel) — ортшафт в Германии, земля Нижняя Саксония, район Куксхафен. Входит в состав общины Беверштедт. До 1 ноября 2011 года был отдельной общиной в составе союза общин Беверштедт. Население составляет 2410 человек (на 20 ноября 2019 года). Занимает площадь 20,96 км².

## Административное устройство
Муниципальный район подразделяется на 5 сельских округов:
- Бокель
- Зебек
- Крансмор
- Лангенфельде
- Хасбюттель